# Morio Kazama
Morio Kazama (風間杜夫?, Kazama Morio; Setagaya, 26 aprile 1949) è un attore giapponese.

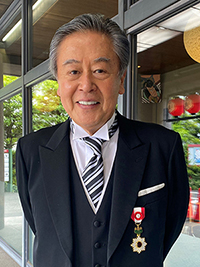

Ha vinto il premio come miglior attore non protagonista alla seconda edizione dello Yokohama Film Festival per Shiki Natsuko e Yūgure made e alla sesta e settima dei Japan Academy Prize.